# Thunder and Consolation
Thunder and Consolation ist das vierte Studioalbum der britischen Band New Model Army. Es wurde von der Band und Tom Dowd produziert, erschien am 15. März 1989 und erhielt für über 250.000 verkaufte Exemplare in Deutschland eine Goldene Schallplatte.

## Album
Die 15 Songs wurden bereits in den Jahren 1987/88 geschrieben. Justin Sullivans Texte greifen vielfältige Missstände auf; neben Umweltzerstörung und Entfremdung in der Arbeitswelt werden in einigen Songs die Familie und ihre veränderte soziale Rolle kritisch reflektiert. Dies entspricht der Haltung zahlreicher anderer international bekannter Bands wie z. B. The Smiths oder The Levellers während Margaret Thatchers Regierungszeit als Premierministerin des Vereinigten Königreichs.
Der bisher vorherrschende stilistische Einfluss des Post-Punk wurde auf Thunder and Consolation erweitert. Das Album bezieht Elemente von Folk-Rock bzw. Irish Folk ein. Die Zusammenarbeit mit dem Violinisten Ed Alleyne-Johnson, der mehrere vom Irish Folk beeinflusste Soloparts spielte und danach für hunderte von Konzerten zur Live-Besetzung von New Model Army gehörte, nahm hier ihren Ursprung. Bekannt wurde vor allem der Song Vagabonds, der in den 1990er-Jahren auf mehreren Alternative-Rock-Compilations veröffentlicht wurde – meist ohne die lange Einleitung der Solo-Violine. Family Life ist ein nur von einer akustischen Gitarre begleiteter Folk-Song, Nothing Touches fügt der Gitarre nur wenige andere Klangeffekte hinzu.
Der Sound zeigt einen Übergang von der früheren Betonung der Basslinien hin zu einem eher an Schlagzeug und Gitarre orientierten Klangbild. Hervorstechend ist Inheritance, das die Begleitung der Singstimme auf das „trocken“ abgemischte Schlagzeug und zwei im Abstand einer kleinen Terz angeschlagene Klaviertöne reduziert. Die Aufnahmen wurden von Jon Kelly in den Air Studios (London) und von Andy Wallace im Quantum Sound Studio (New Jersey) abgemischt und schließlich von Steve Rooke in den Abbey Road Studios gemastert.
Der Titel des Albums bezieht sich auf die 1663 posthum erschienene Werkausgabe The Memorable Works of a Son of Thunder and Consolation des Quäkers Edward Burroughs (1634–1662), der mehrmals wegen seiner religiösen Überzeugung gefangen genommen wurde und in Haft starb. Das Artwork gestaltete – wie auch bei allen anderen Alben der Band – die mit Sullivan liierte Künstlerin Joolz Denby.

## Titelliste
1. I Love the World – 5:08
2. Stupid Questions – 3:26
3. 225 – 4:47
4. Inheritance – 3:23
5. Green and Grey – 5:47
6. Ballad of Bodmin Pill – 4:47
7. Family – 4:01
8. Family Life – 3:00
9. Vagabonds – 5:21
10. 125 MPH – 3:57
11. Archway Towers – 4:54
12. The Charge – 3:24
13. Chinese Whispers – 3:32
14. Nothing Touches – 4:10
15. White Coats – 4:57